# Matthews (Georgia)
Matthews – jednostka osadnicza w Stanach Zjednoczonych, w stanie Georgia, w hrabstwie Jefferson.